# Vandenesse-en-Auxois
Vandenesse-en-Auxois este o comună în departamentul Côte-d'Or, Franța. În 2009 avea o populație de 279 de locuitori.

## Evoluția populației
| An        | 1975 | 1982 | 1990 | 1999 | 2006 | 2009 |
| --------- | ---- | ---- | ---- | ---- | ---- | ---- |
| Populație | 190  | 189  | 220  | 216  | 261  | 279  |